# 花井祐介
花井 祐介（はない ゆうすけ、1978年 - ）は、日本のアーティスト、イラストレーター。

## 略歴・作風
神奈川県生まれ。アメリカ・フランス・オーストラリア・ブラジル・台湾・イギリスなど世界各地で作品を発表し、現在までにVANS、NIXON、BEAMSなどへのアートワークの提供など、国内外問わず活躍の場を広げている。
2009年に、当人の作品がブラジルのサントス・サーフ・ミュージアム（Santos Surf Museum）のパーマネントコレクション（永久収蔵品）に選ばれている。
日本の美的感覚とアメリカのレトロなイラストレーションを融合させたスタイルを生み出しており、作風は1950年～1960年代のカウンターカルチャーの影響を色濃く受けている。

## 活動
主な個展に「IT WILL BE ALL RIGHT」が挙げられる。また、2006年には「ザ・サーフ・ギャラリー（The Surf Gallery，カリフォルニア）」にて展示を開始している。

## 主な作品
- 画集『Ordinary People』